# История

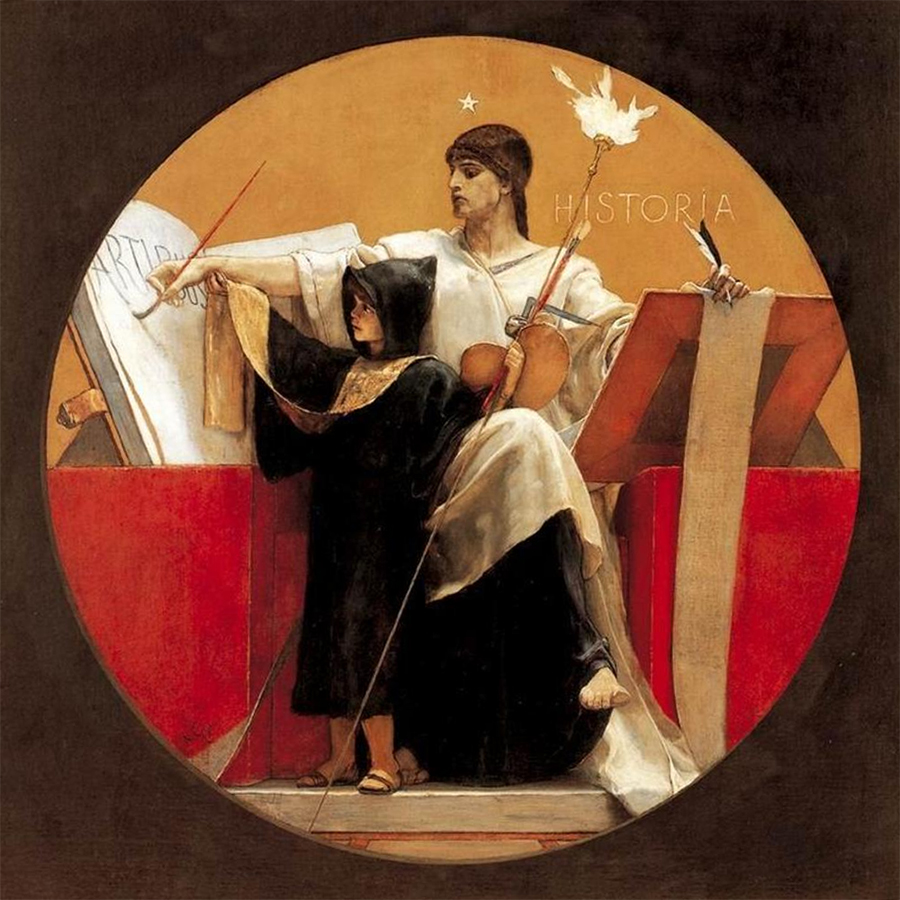
«Аллегория истории», Николаос Гизис, 1892

Исто́рия (от др.-греч. ἱστορία, букв. — «расспрашивание»; «сведения, которые были получены путём расспросов»), истори́ческая нау́ка — наука, научная (академическая) дисциплина, предметом изучения которой является человеческое прошлое; историческая наука использует исторические источники, включая различные нарративы, письменные документы, устные сообщения, материальные артефакты, лингвистические данные, а также экологические маркеры, для описания и исследования человеческого прошлого и причинно-следственных связей исторических событий и фактов, конкретные проявления и закономерности исторического процесса, развитие социума и любую человеческую деятельность.
История — общий термин, описывающий как события прошлого, так и память о прошлом, нахождение, сбор и интерпретацию сведений об этих событиях. Период человеческого прошлого до изобретения письменности и начала письменной истории считается доисторическим периодом.
Среди задач исторической науки — определение нарративов или иных исторических источников, которые лучше объясняют историческое событие; роли историографии и полезности изучения прошлого для понимания проблем современности. Нарративы, характерные для определённой культуры, но не подтверждённые независимыми от неё историческими источниками (например, повествования о короле Артуре), обычно классифицируются как часть культурного наследия или легенды, а не повествования о реальных исторических событиях и не рассматриваются как надёжные исторические источники.
Историком называется учёный специалист по истории; специалист по истории и вспомогательным историческим дисциплинам. В настоящее время лишь немногие историки называются просто историками, вместо этого применяются определения по различным направлениям: социальные историки, культурные историки, феминистские историки, историки науки, политические историки и др.

## Понятие и этимология
Первоначальное значение слова «история» восходит к древнегреческому термину, означавшему «расспрашивание, узнавание, установление, добывание знаний». История отождествлялась с установлением подлинности, истинности событий и фактов. В древнеримской историографии (историография в современном значении — отрасль исторической науки, изучающая её историю) это слово стало обозначать не способ узнавания, а повествование о событиях прошлого. Вскоре «историей» стали называть вообще всякий рассказ о каком-либо случае, событии, происшествии, действительном или вымышленном.
По мнению специалистов, ионийское слово история (ἱστορία) происходит «от индоевропейского корня vid, значение которого выступает в лат. video и русского видеть».
В Древней Греции слово «история» означало любое знание, получаемое путём исследования, а не только собственно историческое знание в современном смысле. Например, Аристотель использовал это слово в «Истории животных». Оно встречается также в гимнах Гомера, сочинениях Гераклита и тексте присяги Афинскому государству. В древнегреческом было также слово historeîn, «исследовать», которое сначала использовалось только в Ионии, откуда затем распространилось на всю Грецию и, в конце концов, всю эллинистическую цивилизацию.
Истории, популярные в той или иной культуре, но не подтверждаемые сторонними источниками, например, легенды о короле Артуре, считаются обычно частью культурного наследия, а не «беспристрастным исследованием», которым должна быть любая часть истории как научной дисциплины.
В древнегреческом смысле слово «история» употреблялось в XVII веке Фрэнсисом Бэконом в широкоупотребительном термине «естественная история». Для Бэкона история — «знание о предметах, место которых определено в пространстве и времени», и источником которого является память (так же как наука — плод размышлений, а поэзия — плод фантазии). В средневековой Англии слово «история» чаще использовалось в смысле рассказа вообще (story). Особый термин история (history) как последовательность прошедших событий появился в английском языке в конце XV века, а слово «исторический» (historical, historic) — в XVII веке. В Германии, Франции и России в обоих смыслах по-прежнему употребляется одно и то же слово «история».
Все события, которые остаются в памяти поколений, в той или иной аутентичной форме составляют содержание исторической хроники. Это необходимо для выявления источников, наиболее важных для воссоздания прошлого. Состав каждого исторического архива зависит от содержания более общего архива, в котором найдены те или иные тексты и документы; хотя каждый из них претендует на «всю правду», часть таких заявлений обычно опровергают. Кроме архивных источников, историки могут использовать надписи и изображения на памятниках, устные предания и другие источники, например, археологические. Поставляя источники, независимые от исторических, археология особенно полезна для исторических исследований, не только подтверждая или опровергая показания очевидцев событий, но и позволяя заполнить информацией временные периоды, о которых нет свидетельств современников.

## История и мифы
В архаических культурах, которые не имеют исторических текстов как таковых, роль этих источников выполняет мифология, помогающая решать задачи истории как познания. Больше значение у мифопоэтической традиции и в те эпохи, когда уже существует развитая историческая традиция, но также и совокупность мифологических описаний, стремящихся моделировать новый для мифопоэтического сознания исторический материал — описание как «извне», так и «изнутри», то есть автоописание. Проблема соотношения истории в качестве науки и мифа становится наиболее существенной для периода появления первых исторических описаний, но когда продолжают преобладать старые мифопоэтические схемы и тексты в основном космологического характера. Различаются история как наука о человеческих деяниях в прошлом и сформированная на Древнем Востоке теократическая квазиистория, в первую очередь о божественных деяниях, а также мифа, в котором, несмотря на сохранение квазивременной формы человеческие деяния почти целиком игнорируются.
Связь исторического начала и мифологического явно видна уже в космологических нарративах, ряд особенностей которых значительно повлиял на структуру раннеисторических текстов и их содержание. Это влияние заметно в построении текста в качестве ответа на вопрос: как правило серии вопросов и ответов, которая охватывает тему состава вселенной; в делении текста, заданном описанием событий, которые составляют акт творения, что соответствует последовательности отрезков времени с обязательным указанием начала; в описании последовательной организации пространства-космоса — направление задаётся извне вовнутрь; во введении операции порождения для того, чтобы перейти от одного этапа сотворения к последующему; в последовательном нисхождении от космологического и божественного на уровень «исторического» и человеческого; следствием предыдущего является совмещение последнего члена в космологическом ряду с первым членом в ряду историческом или квазиисторическом: первый культурный герой часто выступает на стыке этих двух рядов; он завершает устроение космоса, как правило, уже на узком земном уровне, и открывает культурно-историческую традицию через акт установления социальных норм; в указании социальных правил, в том числе, часто — правил брачных отношений членов одного коллектива и, как следствие, схем родства.
Уже мифопоэтические тексты помимо собственно космологических схем и схем системы родства и брачных отношений включают схемы мифоисторической традиции. Эти схемы составлены, как правило, из мифов и «исторических» преданий. Современные учёные часто ошибаются или выражают сомнения в правильности установления границ мифа и исторического предания, однако у самих носителей традиции это разграничение обычно трудностей не вызывает. Английский этнограф Бронислав Малиновский связывал «исторические» предания с участием человеческих персонажей, которые подобны носителям конкретной традиции, и с событиями, которые охватывает актуальная память коллектива, включая собственную память рассказчика, память родительского поколения, генеалогические схемы и др. В отличие от «исторического» предания, в рамках мифа повествуется и о событиях, немыслимых ни в каких иных условиях: так, с лёгкости производятся разные превращения, включая изменение тела, трансформацию человека в животное, переходы из одной сферы в другую. Различия между мифом и историей изучаются через сопоставление других видов «нарративной» прозы. По мнению Эдуарда Сепира, который исследовал соотношение мифа и легенды в культуре американских индейцев нутка, пришёл к выводу, что оба жанра рассматриваются носителями как сообщения об подлинных событиях, однако миф отнесён к туманному прошлому (мифическому времени), эпохе, когда мир был совсем иным; легенда описывает исторических персонажей, относясь к конкретному месту и племени, увязывается с событиями, которые имеют актуальную ритуальную или социальную значимость. В рамках четырёхчленной схемы «нарративов», включающей сказку, миф, историческое предание, священную историю, выделяются две пары признаков — «сказочный» — несказочный" и «сакральный» — «несакральный»: сказка является сказочной и несакральной; миф сказочный и сакральный; историческое предание — несказочным и несакральным; священная история — несказочной и сакральной. Учёные, исследовавшие эту область, включая Э. Сепира, Б. Малиновского, В. Сюдова, К. Скотта Литлтона, У. Бэскома, Ж. Вансину и др., дифференцировали разные жанры в пределах этой прозы, а также выстраивали цепь типологически возможных переходов между мифологическими и историческими повествованиями. К промежуточным формам принадлежат воспоминание, хроникальные заметки, свидетельские показания, повествования о происхождении, непосредственно примыкающие к историческому описанию, но восходящие к мифопоэтической традиции. Как с мифом, так и с историческими текстами, имеют связь также агиографические легенды и более широкая проблема «историзации» агиографических легенд и «мифологизации», или «деисторизации» исторических нарративов, вплоть до биографии реального исторического лица.
Первые образцы «исторической» прозы — в условном понимании историчности — в качестве «исторических» признают только собственные предания, тогда как предания соседних культур относятся к мифологическому времени и понимаются как мифология. За пределами времени, которое охватывает актуальная память — в бесписьменных традициях, как правило, не больше семи поколений — всё прошлое недифференцированно помещено одну плоскость, не проводится различие событий по их временной удалённости от рассказчика. В 1-м тысячелетии до н. э. большое число культур, от Средиземноморья до берегов Тихого океана, отчасти переживало формирование государства, впервые произошёл кризис в мифопоэтических установках. Традиционные формы космологических схем оказались не способны к удовлетворительному описанию и объяснению новых явлений. В старой космологической традиции описывалась лишь часть требующих объяснения ситуаций, поэтому требовались новые типы описания, включавшие также эти новые явления. От космологических нарративов и этиологических мифов, а также от более ранних квазиисторических текстов, культура переходит к раннеисторическому описанию, с течением времени формируя исторический взгляд на мироздание и историю как науку в её начальной стадии. Первоначально исторический взгляд был почти не отделим от мифопоэтического, затем стал альтернативным по отношению к последнему и, наконец, перешёл к его полному отрицанию. В раннеисторических текстах ещё заметны многие особенности космологического повествований. Так, они повторяют построение, которое предполагает ответ на серию вопросов. Так, зачин ранней русской летописи «Се повести времянных лет. Откуда есть пошла русская земля. Кто в Киеве начал переве княжити и откуда русская земля стала есть» опирается на длительную традицию. В некоторых случаях в раннеисторическом сочинении форма вопросов и ответов становятся лишь стилистическим приёмом, например, часто такое наблюдается в ирландских сагах, или локализуется только в конкретных местах текста, например, в китайских «Го юй», «Речах Царств». Следование предшествовавшей вопросно-ответной композиции объясняется, хотя бы частично, обилие в раннеисторическом описании диалогов, например, чередование их в китайской «Щуцзин», «Книге истории»). Геродот обращался к форме диалога, в некоторых случаях в форме вопросов-ответов, когда описывал события, свидетелем которых сам не мог быть и о которых ему никто не мог рассказывать как очевидец. Подлинные диалоги, обращения, речи и др., которые были известны этому автору, или вообще им не приводятся, или даны в изменённой форме. Сама форма раннеисторического описания обычно представляла собой ответ, который следует найти, для чего нужно совершить некоторые операции в отношении текста. Сюда относятся, в частности, метод рационалистической интерпретации мифов, осуществлённый Геродотом, и метод обратных умозаключений историка Фукидида. Поиск ответа в значительной мере ещё сохранял связи с процедурой получения ответа в рамках ритуалов, которые соответствуют космологическим нарративам.
Раннеисторические описание также сохраняют понимание времени и пространства, близкое к таковому в рамках мифопоэтической традиции. Историки Геродот, Фукидид и Полибий продолжали разделять циклическую модель времени, чем определяется несостоятельность геродотовской хронологии, как и «логическая» хронология Фукидида. Это восприятие авторы, создавашие раннеисторические описания, пытались преодолевать через «распрямление» последнего по времени цикла. Так, они составляли списки, упорядочивавшие элементы и соотносившие их с хронологией. Древнейшими примерами являются остатки древнеегипетской летописи, известной по «Палермскому камню», 25 века до н. э., ассирийские списки эпонимов — лимму, датируемые XII—VII веками до н. э., и особенно китайские тексты исторического характера, включая историю конкретного царствования, династии, анналы или родовые таблички, сохранившие имена предков и даты их жизни, появившиеся в эпоху Чжоу и др. Античные ранне-исторические тексты также включают большое число списков, которые соотнесены с временной осью, в том числе генеалогические поэмы наподобие «Коринтиаки» Евмела, погодные официальные записи, «Генеалогии», составленные логографами — Гекатеем Милетским и др. Генеалогии могли превращаться в хронологические ряды. Индийскую генеалогическую традицию начинают пураны — канонические индуистские тексты, и тексты квазиисторического жанра «Итихасы» — собственно «история». эта тардиция и особенно глубоко укоренилась в мифологическом материале и сохраняется в некоторых местах Индии до современности, часто тайным образом. Генеалогисты составляют списки, которые позволяют восстановить местную историю на протяжении трёх-четырёх столетий, а также заполняют, чаще всего мифологическим материалом, временной разрыв между мифологической «эпохой творения» и первопредков и историей последних веков. В недавнее время было описано большое число генеалогических традиций в таких регионах, как Океания, Африка, отчасти Южная, Центральная и Северная Америка.
Генеалогическим работам соответствуют сочинения географического характера, часто начинающие свои описания с объектов космологического пространства. В процессе перехода от космологической традиции к исторической, то есть от мифов к истории, «время» и «пространство» (а также соответствующие им персонифицированные и деифицированные объекты, такие как Кронос, Гея, Уран и др.) из участников мифологического нарратива, космологической драмы стали рамками, в которых и идёт исторический процесс. Этот переход стал возможным в условиях десакрализации понятий «время» и «пространство» и применения более свободных правил обращения с ними в новой области, которой стала истории. Ряд раннеисторических сочинений в большей мере способствовал утверждению исторического взгляда. К ним относятся повествования, где автор акцентируется на нескольких разных традициях (древнегреческим логографом Геллаником была составлена хронологическая схема всеобщей истории нескольких стран; Сыма Цянь составил «Исторические записки», ставшие первой сводной историей Китая), а также где автор, напротив, ограничил себя узким фрагментом описания («История» Фукидида, посвящённая Пелопоннесской войне; китайская «История Ранней династии Хань» семьи Бань). В обоих случаях текст максимально удаляется от сакральной сферы, в том числе от мифа. Миф присутвует и в этих текстах, но уже не играет определяющей роли в пределах общей концепции, а становится лишь эпизодом, деталью, элементом стиля сочинения.
Космологические концепции в некоторой степени задавали «ритм» и направление для раннеисторических описаний. Например, описывая историю городов, государств, династий, цивилизаций, историки использовали перешедшие из космологической сферы понятия, такие как рождение, рост, деградация и смерть как удобную схему описания, где сами эти процессы уже не были сакрализованными элементами космологической мистерии. Первые истории чаще построенные как описания царств (например , в древнекитайской традиции) и войн — исторический аналог космологических конфликтов. Одним из распространённых начал раннеисторического описания было основание города (Рим у Тита Ливия), которое продолжает сочетать миф и историю, а также косвенным образом отражает тему космологического творения. К наследию мифа в истории принадлежит также фигура родоначальника, основателя конкретной исторической традиции, которую нередко относят как к мифу, так и к истории либо вовсе сомневаются в её реальности (Ромул и Рем у римлян; Лях, Чех, Крак, Кий и др. в славянской традиции).
Уже Геродот и у ряд других ранних историков воспринимали свободу действий исторических персонажей как мнимую, представляя их только как исполнителей воли участников космологического действа. Аналогично — и в средневековой «провиденциалистской» традиции. Развитие понятия причинности в отношении истории и соединение этого понятия с идеей движения во времени больше всего способствовали становлению истории в качестве научной дисциплины и мировоззренческой конструкции историзма. В этом исключительными являются заслуги Фукидида. Постоянные ссылки на всесилие закона, детерминированность исторических событий, которые делал Геродот, имеют мало общего с представлением о естественных и доступных для постижения причин.
Ранние исторические описания сохраняли следы характерной для космогонии «порождающей схемы», перенесённой теперь на область, ранее рассматривавшуюся как статическая, аморфная, недифференцированная и не заслуживающая особого внимания — на историю человека. Направление истории было обычно нисходящим; при этом в космогонической схеме наибольшей сакральностью наделяется «начало» акта творения: созданная вселенная характеризовалась абсолютной целостностью и гармонией. Широкое распространение имели представления о четырёх веках; первый — золотой век, последний — наихудший и безнадёжный. Существовали и обратные схемы, в которых золотой век относился к концу, увенчивая путь развития — в различных хилиастических концепциях.
Ранние исторические труды (например, древнегреческие) относились к жанру повествовательной литературы, самым тесным образом связанной с эпосом, мифологические основы которого не подвергаются сомнению. Для логографов и Геродота характерно широкое включение в исторические повествования фольклорного, в том числе сказочного материала. Римская историография во многом связанная с восхвалениями в рамках похоронного обряда (лат. laudatio funebris) и её более поздним продолжением — жизнеописанием усопшего, также имеет фольклорные источники. Так, многие черты фольклорной стилистики заметны у Тацита. Тот факт, что раннеисторические описания, в особенности у Геродота, содержат много мифологических и фантастических материалов (рационалистически обработанных), постоянные известия о затмениях, землетрясениях, вмешательстве слепого случая (Тихе), о роли предзнаменований и др., свидетельствует, что эти описания были прямым наследием мифопоэтической традиции. Аристотель именовал Геродота «мифологом» (др.-греч. μυθολόγος). В то же время значимы и способы «рационализации» мифа, разделения между собственно историческим и новеллистическим материалом, что позволило Геродоту перейти от мифологии к истории. Исторические условия сложения эпических традиций в ряде случаев сильно разнились и порождали тексты с очень различным соотношением мифологического и исторического. Известны как мифологизированные индийские эпические поэмы («Махабхарата», «Рамаяна») и пураны, так и сильно «историзированные» испанская «Песнь о моём Сиде» и исландские королевские или родовые саги.
Высвобождение истории из мифа наблюдается как в текстах, которые утратили сакральность и позднее породили науку истории, так и в пределах старых мифопоэтических и религиозных традиций. Так, для иранского варианта подступа к истории, который отразила историософия маздеизма и манихейства, свойственно создание квазиисторической схемы, корни которой, тем не менее, находятся в глубинах космологического мировоззрения с сохранением системы сакральных ценностей. Значим гипертрофированный интерес к самому вопросу времени (например, в образе Зервана), его периодизации и развитию, связи с ним главных сил творения и положительных, и отрицательных. Вклад в переход от мифа к истории внёс иудаизм, который провёл «декосмологизацию» бога (выведенного из чисто природной сферы и полнее проявленного в рамках истории, чем в космологии) и царя (утрачившего космологические связи, ставшего не более чем наследственным вождём и включённого в чисто исторические отношения). Особенно радикальный вариант выхода из мифа в сферу истории даёт христианство. Христианская мифология впервые и полностью поместила божество в историческое время, настаивая на историчности Иисуса Христа. Согласно новому взгляду человек находится не в сферах мифа и космологии, а в истории. В науке предполагались различные соотношения истории и мифа, но не ставится под  сомнение суверенность и независимость одного от другого (а соответственно - историзма от мифопоэтического мировоззрения), равно как и их глубинные генетические связи.

## Наука
Прусский историограф Леопольд фон Ранке утверждал: «Более или менее полное собрание истории отдельных народов ещё не составило бы никакой всемирной истории, ибо оно потеряло бы из виду взаимосвязь вещей. Но задача всемирной истории как науки как раз и заключается в том, чтобы познать эту взаимосвязь, показать ход развития великих событий, которые связывают все народы и управляют ими».
Многие исследователи, которые работают в рамках науковедческих подходов, считают, что становление истории в качестве полноценной науки в мире произошло не ранее середины — конца XIX века, когда утвердились общественные науки, обладающие собственными предметными областями (психология, социология, антропология, политология, экономика) и в то же время произошло «возведение истории в ранг науки». Одним из основных показателей становления истории как науки считается создание в университетах исторических факультетов. По этой причине авторы новейших исследований осторожно говорят о XVIII веке как эпохе перехода от накопления исторических знаний к научному их освоению, которая отличалась от предшествующего более научным подходом.
Одними авторами история относится к гуманитарным наукам, другими — к общественным, а может и рассматриваться как область между гуманитарными и общественными науками. Изучение истории часто сопряжено с определёнными практическими или теоретическими целями, но может быть и проявлением обычного человеческого любопытства.
Поскольку историки являются одновременно наблюдателями и участниками событий, их исторические труды написаны с точки зрения их времени и обычно не только являются политически пристрастными, но и разделяют все заблуждения своей эпохи. По словам итальянского мыслителя Бенедетто Кроче, «вся история — современная история».
Англо-американские историки писали о конфликте между историей как искусством и историей как наукой (Science) и ставили вопрос, к какому лагерю принадлежит их предмет. По мнению британского историка Джона Арнольда, выбор одного варианта истории в ущерб другому, может быть опасен в том, что при таком подходе история выстраивается в единый безальтернативный «правдивый» рассказ. По словам Арнольда «объективная» или «научная» (scientific; английский термин science у́же русского термина наука) история невозможна. Такая история является результатом стремления субъективных историков, обладающих собственными предрассудками, классовыми интересами, представлениями о сексуальной политике, представить свою версию событий как единственно возможную. Идея единственной истинной истории — Истории с большой буквы — остаётся весьма привлекательной, а значит, и может быть весьма опасной.

## Историография

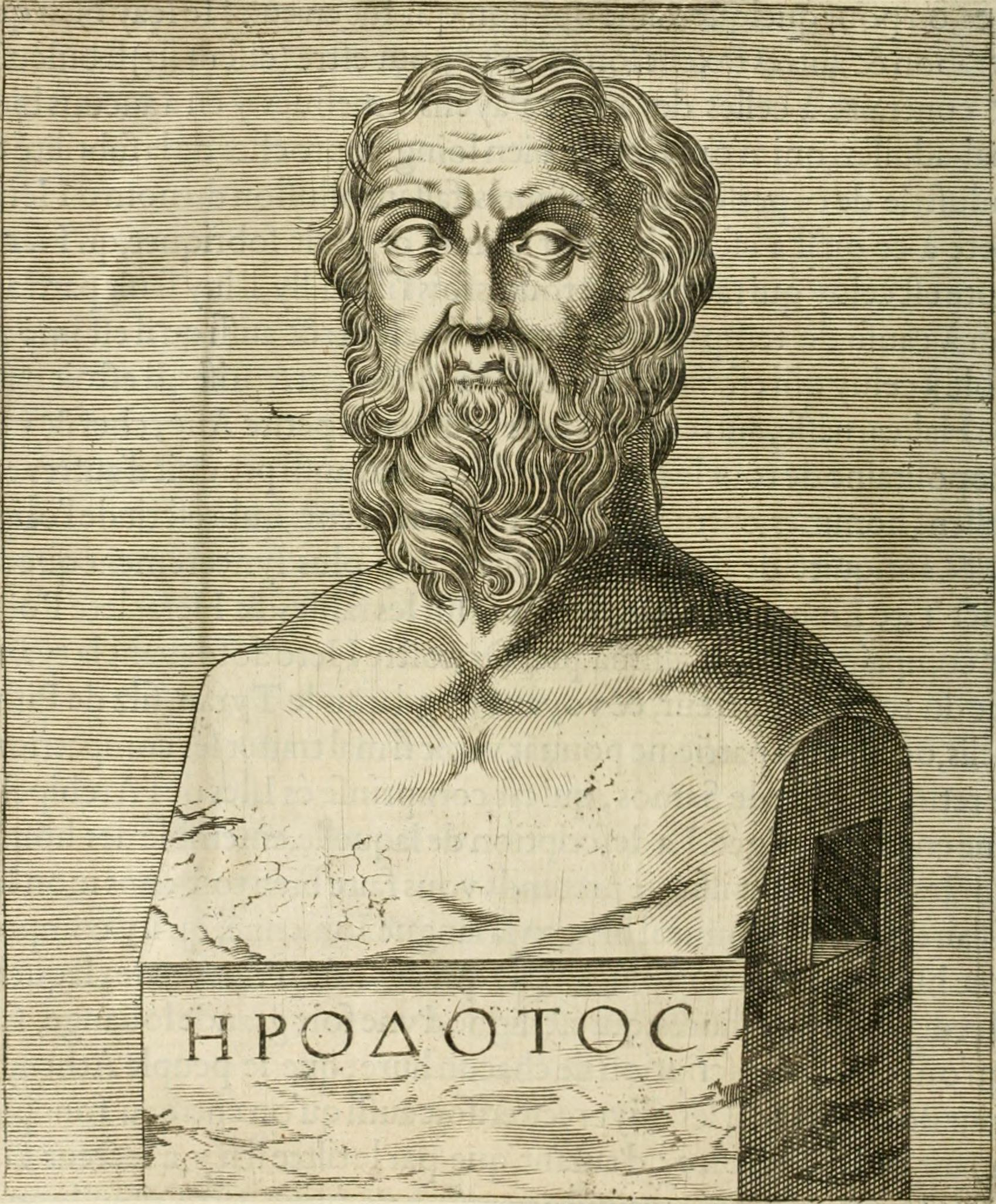
Геродот (около 484 года до н. э. — около 425 года до н. э.), которого называют «отцом истории»

Термин историография имеет несколько значений. Во-первых, это наука о том, как пишется история, насколько правильно применяется исторический метод и как развивается историческое познание. Во-вторых, тем же термином обозначают совокупность исторических трудов, часто тематически или иным способом отобранных из общей совокупности (например, историография 1960-х годов о Средних веках). В-третьих, термином историография обозначают изучение взглядов и работ конкретных историков (анализируются причины создания исторических сочинений, выбор их тематики, способ интерпретации событий, личные убеждения автора и его аудитории, практика использования доказательств и ссылок на других историков). Профессиональные историки обсуждают также возможность создания единого рассказа об истории человечества или серии таких рассказов, конкурирующих за аудиторию.

## Философия истории
Философия истории — часть философии, пытающаяся ответить на вопрос о конечном смысле человеческой истории. К этой же области философии относятся спекуляции о возможном телеологическом конце истории, то есть развивается ли история по какому-либо плану, имеет ли какую-то цель, направляющие принципы и конечна ли она во времени. Философию истории не следует путать с историографией, то есть с исследованием истории как академической дисциплины, которая имеет определённые методы, их практическое применение и собственную историю развития. С другой стороны, не следует смешивать философию истории с историей философии, то есть исследованием истории философской мысли.
Профессиональные историки обсуждают также вопрос, является ли история наукой или свободным искусством. Это разделение является в значительной степени искусственным, поскольку историю как область знания обычно рассматривают в разных аспектах.
К основным подходам к развитию философии истории можно отнести следующие:
- формационный (К. Маркс, Ф. Энгельс, В. И. Ленин и др.);
- цивилизационный (Н. Я. Данилевский, О. Шпенглер, А. Тойнби, Ш. Айзенштадт, Б. С. Ерасов, Д. М. Бондаренко, И. В. Следзевский, С. А. Нефёдов, Г. В. Алексушин и др.);
- мир-системный (А. Г. Франк, И. Валлерстайн, С. Амин, Дж. Арриги, Т. дус Сантус, К. Чейз-Данн, Дж. Абу-Лугод[англ.], М. А. Чешков, А. И. Фурсов, А. В. Коротаев, Л. Е. Гринин и др.);
- школа «Анналов» (М. Блок, Л. Февр, Ф. Бродель, Ж. Ле Гофф, А. Я. Гуревич и др.).

## Методы исторической науки

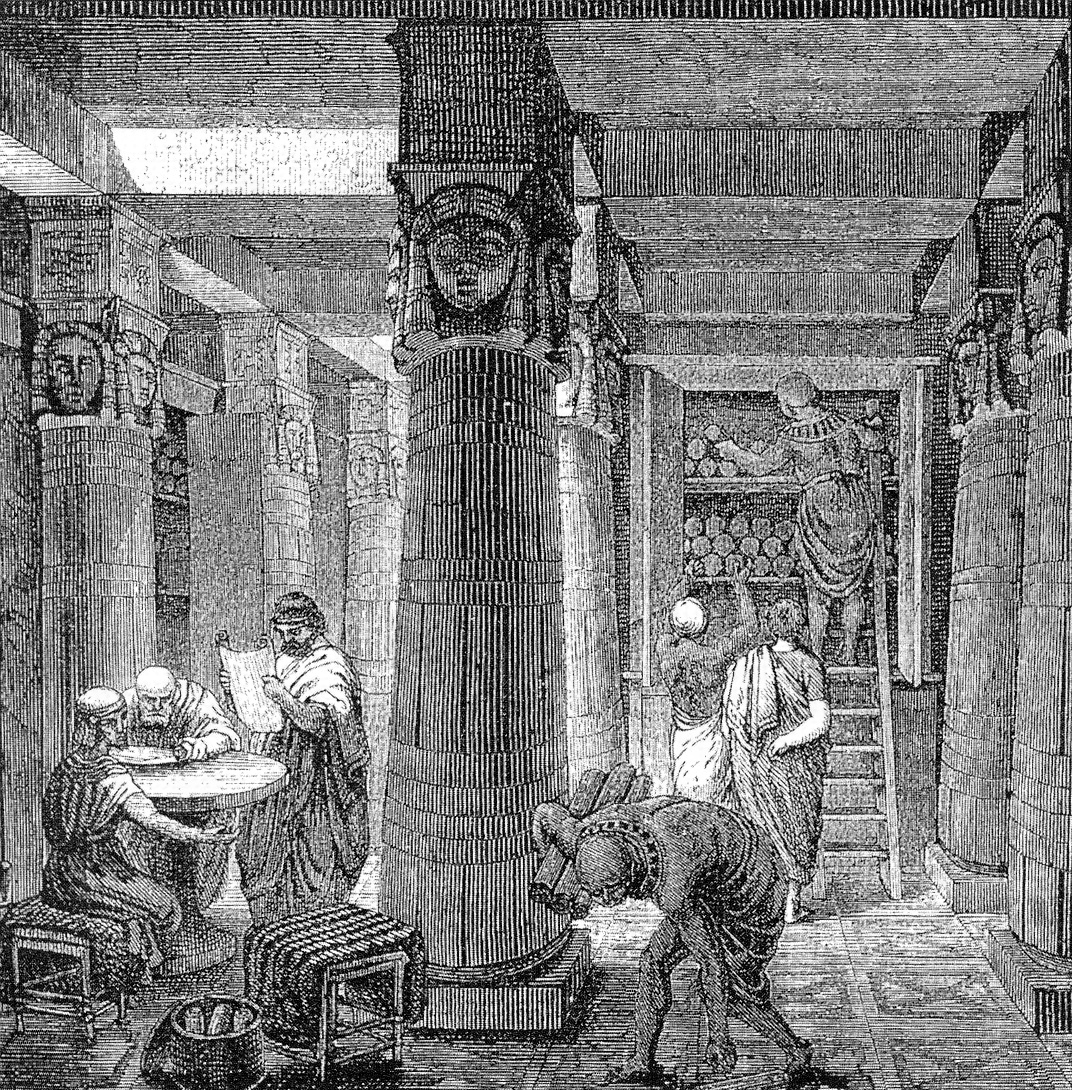
Александрийская библиотека

Исторический метод заключается в следовании принципам и правилам работы с первоисточниками и другими свидетельствами, найденными в ходе исследования и затем используемыми при написании исторического труда.
Как пишет в самом начале своего труда «История» Геродот (484—425 гг. до н. э.), он
собрал и записал эти сведения (ἱστορίης ἀπόδεξις — изложение сведений, полученных путём расспросов. — Прим.), чтобы прошедшие
события с течением времени не пришли в забвение и великие и удивления
достойные деяния, как эллинов, так и варваров не остались в безвестности,
в особенности же то, почему они вели войны друг с другом.
Однако начало использования научных методов в истории связывают с другим его современником, Фукидидом, и его книгой «История Пелопоннесской войны». В отличие от Геродота и его религиозных коллег, Фукидид рассматривал историю как продукт выбора и поступков не богов, а людей, в которых искал все причины и следствия.
Собственные традиции и развитые методы исторического исследования существовали в древнем и средневековом Китае. Основы профессиональной историографии там заложил Сыма Цянь (145—86 гг. до н. э.), автор «Исторических записок». Его последователи использовали этот труд как образец для исторических и биографических сочинений.
На христианскую и вообще западную историографию большое влияние оказал Аврелий Августин. Вплоть до XIX века историю обычно воспринимали как результат линейного развития по плану, определённому Творцом. Гегель также следовал этой идее, хотя и придал ей более светский вид. Из философии Гегеля идея линейного исторического прогресса попала и в марксистскую философию истории.
Арабский историк Ибн Хальдун в 1377 году анализировал ошибки, которые часто совершают историки. Он подчёркивал культурные различия между современностью и прошлым, что это требует внимательного отношения к источникам, выделения принципов, согласно которым можно дать им оценку и наконец, интерпретировать события и культуру прошлого. Ибн Хальдун критиковал предвзятость и легковерие историков. Его метод заложил основы для оценки роли государства, пропаганды, средств коммуникации и систематической предвзятости в историографии, в связи с чем Ибн Хальдун считается «отцом арабской историографии».
Среди других историков, оказавших влияние на становление методологии исторических исследований, можно упомянуть Ранке, Тревельяна, Броделя, Блока, Февра, Фогеля. Против применения научной методологии в истории выступали такие авторы, как Х.Тревор-Ропер. Они заявляли, что для понимания истории требуется воображение, поэтому следует считать историю не наукой, а искусством. Не менее спорный автор Эрнст Нольте, следуя классической немецкой философской традиции, рассматривал историю как движение идей. Марксистская историография, представленная на западе, в частности, работами Хобсбаума и Дойчера, ставит целью подтверждение философских идей Карла Маркса. Их оппоненты, представляющие антикоммунистическую историографию, такие как Пайпс и Конквест, предлагают интерпретацию истории противоположную марксистской. Существует также обширная историография с точки зрения феминизма.

## Исторические периоды
Разбиение истории на те или иные периоды используется для классификации с точки зрения определённых общих идей. Названия и границы отдельных периодов могут зависеть от географического региона и системы датировки. В большинстве случаев названия даны ретроспективно, то есть отражают систему оценок прошлого с точки зрения последующих эпох, что может влиять на исследователя, и поэтому к периодизации следует относиться с должной осторожностью.
История (исторический период) в классическом понимании начинается с появлением письменности.
Продолжительность письменного периода истории составляет примерно 5—5,5 тыс. лет, начиная от появления клинописи у шумеров.
Период, предшествующий её появлению, называют доисторическим периодом.

## Разделы (отрасли) истории
Отдельными сторонами и явлениями занимаются специальные исторические науки:
- Военная история — наука о происхождении, строительстве и действиях вооружённых сил, составная часть военной науки.
- История культуры — наука о ценностном мире исторических эпох, народов, индивидов и других носителей исторического процесса.
- История науки — история научных знаний, политических и правовых учений, история философии и т. п.
- История государства и права — изучает закономерности развития государства и права у различных народов мира в разные исторические периоды.
- История политических и правовых учений — изучает особенности взглядов на вопросы сущности, происхождения и существования государства и права различных мыслителей в различные исторические периоды.
- История религии — изучение возникновения и развития религиозных верований и сакральных культов, взаимосвязей и особенностей локальных и мировых конфессий.
- История экономики — изучение явлений и процессов, связанных с эволюционным развитием и взаимодействием хозяйственной деятельности человека.

## Вспомогательные исторические дисциплины
- Археография — теория и практика издания письменных источников.
- Археология — изучение по вещественным источникам исторического прошлого человечества.
- Архивоведение — изучение вопросов комплектования архивов, а также хранения и использования архивных документов.
- Архонтология — изучение истории должностей в государственных, международных, политических, религиозных и других общественных структурах.
- Бонистика — изучение истории печатания и обращения бумажных денежных знаков.
- Вексиллология (флаговедение) — изучение флагов, знамён, штандартов, вымпелов и прочих предметов подобного рода.
- Генеалогия — изучение родственных взаимосвязей людей.
- Генетическая генеалогия — изучение родственных взаимосвязей путём использования методов генетики.
- Геральдика (гербоведение) — изучение гербов, а также традиция и практика их использования.
- Дипломатика — изучение исторических актов (юридических документов).
- Документоведение — комплексная наука о документе и документно-коммуникационной деятельности, изучающая в историческом, современном и прогностическом планах процессы создания, распространения и использования документных источников информации в обществе.
- Историческая география — наука на стыке истории и географии.
- Историческая демография — наука о демографической истории человечества.
- Историческая информатика — изучение возможностей использования информационных технологий в изучении исторического процесса, публикации исторических исследований и преподавании исторических дисциплин, а также в архивном и музейном деле.
- Историческая метрология — изучение употреблявшихся в прошлом мер — длины, площади, объёма, веса — в их историческом развитии.
- Источниковедение — изучение исторических источников.
- Кодикология — изучение рукописных книг.
- Нумизматика — изучение истории монетной чеканки и денежного обращения по монетам.
- Ономастика — историко-лингвистическая дисциплина, изучающая имена собственные и их происхождение; в частности, историческая антропонимика.
- Палеография — изучение истории письма, закономерности развития его графических форм, а также памятников древней письменности.
- Папирология — изучение текстов на папирусах, находимых преимущественно в Египте.
- Сфрагистика — изучение печатей (матриц) и их оттисков на различных материалах.
- Транснациональная история — изучение закономерностей, общих для всех национальных культур, а также взаимосвязей и конфликтов, которые не могут быть объяснены как результаты действий отдельных государств или развития национальных интересов, рынков.
- Фалеристика — изучение наградных знаков отличия.
- Хронология — изучение последовательности исторических событий во времени либо наука об измерении времени.
- Эортология — изучение церковных праздников.
- Эпиграфика — изучение надписей на твёрдых материалах (камне, керамике, металле и пр.).

## Дисциплины, связанные с историей
- Антропология — изучение человека и его взаимодействия с миром.
- Гендерная история — история взаимодействия мужского и женского опыта как одного из наиболее важных аспектов социальной организации.
- Социальная антропология/Культурная антропология — наука о культуре как совокупности материальных объектов, идей, ценностей, представлений и моделей поведения во всех формах её проявления и на всех исторических этапах её развития.
- Культурология — наука, изучающая культуру, наиболее общие закономерности её развития.
- Краеведение — изучение архитектуры, биологии, географии, истории, культуры, литературы, медицины, религиозных культов, самоуправления, сельского хозяйства, спорта, топонимики, фортификации, экологии конкретного региона.
- Психоистория — изучение психологической мотивации поступков людей в прошлом.
- Этнология и этнография — изучение народов и этносов, их происхождения, культуры и поведения (определение предмета обеих дисциплин, а также их связь с социокультурной антропологией остаются дискуссионными).
- Публичная история — изучение бытования истории в публичной сфере и массовых практик репрезентации исторического знания.

## Смежные дисциплины
- Историческая психология — наука на стыке истории и психологии.
- Историческая социология.
- Социальная история — историография и исторический анализ с акцентом скорее на изменениях всеобщих моделей социальной жизни в обществах, чем просто на политических событиях.
- Историческая информатика

## Исторические оценки
Начиная с XX века западные историки отвергают стремление дать «историческую оценку» тем или иным событиям. Исторические суждения, интерпретации и оценки отличаются от судебных решений и, как правило, связаны с коллективной памятью и политической конъюнктурой в тех или иных странах. Например, во второй половине XX века  в Германии остро стояла проблема «преодоления фашизма». Духовное избавление от нацистского прошлого  на протяжении нескольких десятилетий  сопровождалось непримиримыми спорами как в научной среде, так и во всём обществе. Некоторого согласия удалось добиться лишь в 1990-е годы, когда после падения Берлинской стены первоочерёдными стали вопросы объединения Германии.

## Псевдоистория
Псевдоистория — претендующие на научность, но не являющиеся научными идеи и концепции на историческую тематику, «переписывание» прошлого в современных личных или политических целях.
Характеризуется использованием различных манипулятивных приёмов и логических ошибок, включая выборочное представление фактов. Автор может пользоваться слабостью исторических познаний масс. Чаще всего создаётся без специального умысла, «непреднамеренно», и как явление имеет большие масштабы. Может создаваться в рамках инструментального подхода к истории, который отрицает самостоятельную ценность прошлого и ставит прошлое на службу настоящему. Целями автора, как правило, является не «изменение» истории, а стремление к славе и обогащению. Также мотивацией создания может быть борьба за власть. Часто связана с теориями заговора.
Близкими и связанными понятиями являются псевдоархеология и псевдолингвистика. Одним из приёмов псевдоистории является фальсификация исторических источников.